# 아구스틴 로헬
아구스틴 막시밀리아노 로헬 파이타(스페인어: Agustín Maximiliano Rogel Paita, 1997년 10월 17일 ~ )는 아구스틴 로헬이라 불리는 우루과이의 축구 선수로, 포지션은 수비수다. 2022년 현재 분데스리가의 헤르타 BSC에서 활약하고 있다.
대한민국에서 열린 2017년 FIFA U-20 월드컵 우루과이 U-20 축구 국가대표팀에 발탁되었다.